# 衛武營都會公園
衛武營都會公園位於臺灣高雄都會區區域中心、高雄市鳳山區和苓雅區交界，總佔地面積47公頃，為南臺灣最大的自然生態都會公園，曾為國家級的公園，現則降為市級公園，其內有衛武營國家藝術文化中心，為臺灣最大的國際級藝術表演中心，兼具調節生態環境、健康休閒與人文藝術等功能；甚至與壽山並稱高雄的左右肺。

## 歷史
在十七世紀之前，鳳山一帶原為平埔原住民馬卡道族大傑顛、阿猴、放索等社的居住地；衛武營原為廣闊的沼澤地，生長著紅樹林與熱帶植物，為馬卡道人狩獵場地。

### 清治時期
清朝林爽文事件後，鳳山縣治從左營遷至今鳳山一帶（當時稱為埤頭），鳳山地區重要性大增，因而派福建臺灣南路營守備駐劄在今衛武營一帶（當時稱為下埤頭），顯示當時已為軍事要地。衛武營當時稱鳳彈汛，鳳彈為今筆案山舊稱，因錯落如卵，被稱為鳳卵或鳳蛋，同音而得。

### 日治時期
臺灣割讓予日本後，衛武營仍為軍事要地。1930年代起，日軍在高雄成立要塞，今陸軍官校、步兵學校等地建為練兵場、兵器補給場等，而衛武營則建為「鳳山倉庫」，用做軍事物資及戰鬥武器的儲備場所。日治後期，第二次世界大戰期間，日本將高雄設為南進政策基地，期間在高雄設置軍事地點多達百處，並在衛武營設置軍用輕型飛機場（後改建為陸軍第八○二總醫院），並規劃為招募志願軍的步兵訓練及後勤基地，以派遣至戰場作戰。

### 戰後時期
中華民國接管臺灣後接踵而來國共內戰，當時的陸軍訓練司令部司令兼台灣防衛總司令孫立人到鳳山訓練新軍，衛武營因而成立陸軍步兵訓練中心與後勤補給單位。1950年陸軍官校在鳳山復校，衛武營則轉為新兵訓練中心。美援時期，在衛武營區中央的開闊地設置集合場、單兵訓練場等軍事演訓設施。原稱為「五塊厝營區」，後正式命名為「衛武營區」，衛武營之名至此確定。

### 轉為公園
1979年軍事會議裁定不再用為軍事用途，軍營開始整併廢除，營區內各單位陸續遷移至旗山和燕巢，釋出近67公頃的空地。1986年，軍方有意將衛武營變更為住宅區，時任高雄市市長蘇南成認為當時高雄市的大專人口稀少，於是提出變更為大學用地的主張，遭內政部、國防部反對。1992年，國防部提出興建軍眷住宅案，引起高雄各界喧然大波，民間因而成立「衛武營公園促進會」，最後在「衛武營設立大學或公園」公聽會，經由衛武營公園促進會爭取下，遂確定建為都會公園。
67公頃營區並非全數規劃為都會公園，除了南部兩廳院外，尚有10公頃的特商區，位於今藝術文化中心籌備處園區，但文建會建議高雄縣政府將特商區改設在三多路對面的中正公園；最終兩者取得共識，將此10公頃用地改為南部兩廳院用地，而特商區用地則改至公園東南側（下面地圖右下角緊鄰國泰路、南京路之子彈型區域）。
2006年動工前，在僅存的空營區中舉辦活動，如各種軍事體驗營等，還有「衛武營最後一夜」跨年晚會，讓民眾在衛武營過夜，以及邀請衛武營第一梯次幾位老兵重回營區。2010年都會公園全區完工，多數營區已被拆除，並為內政部營建署管轄的四座都會公園之一。衛武營國家藝術文化中心已於2017年10月完工，2018年10月正式啟用。2023年，營建署拆分為國土管理署、國家公園署，衛武營都會公園改隸高雄市政府工務局。

## 園內分區

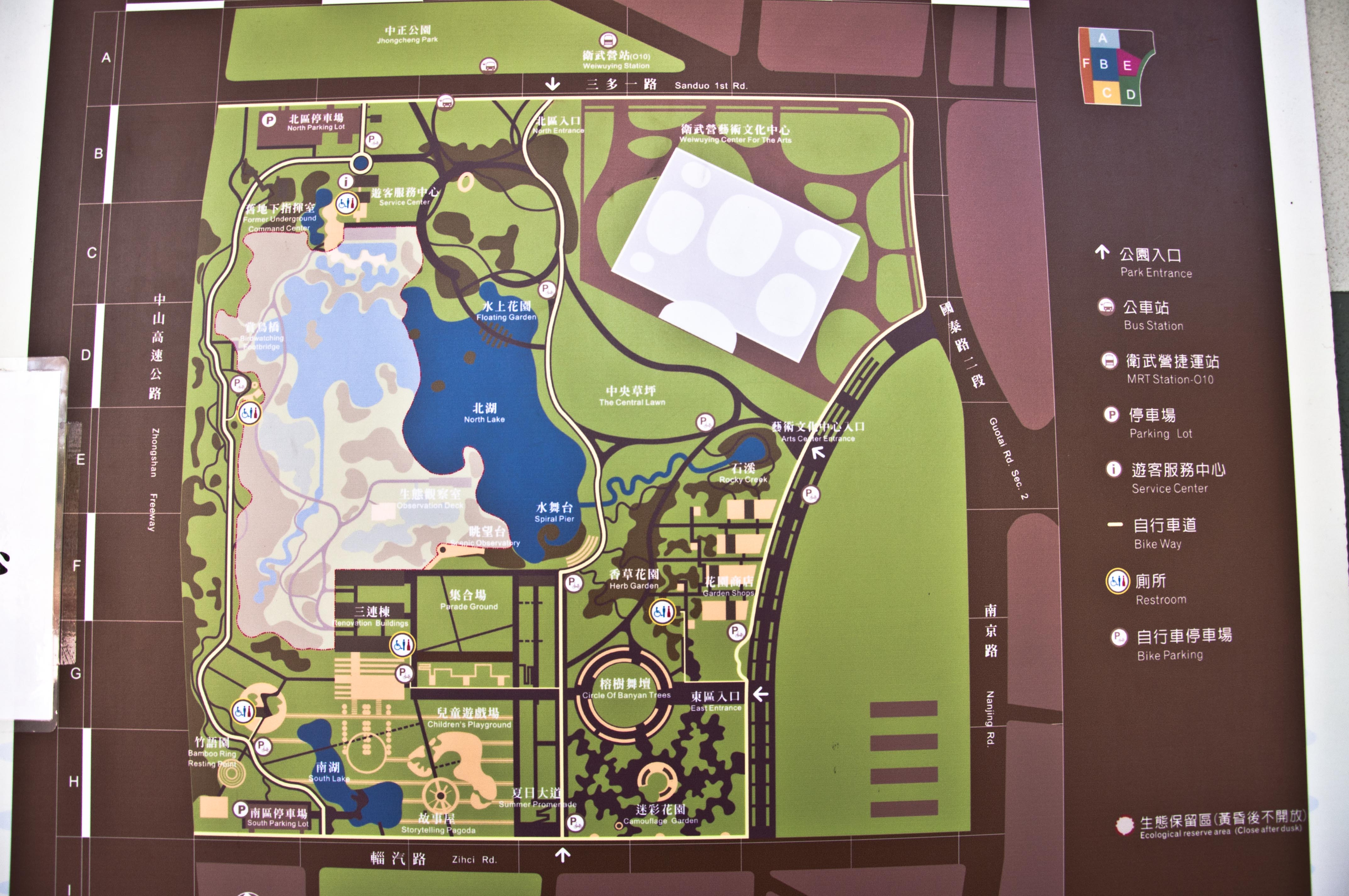
園區地圖
（左側淡化部分為生態保育區，限時開放）

### 夢境公園區

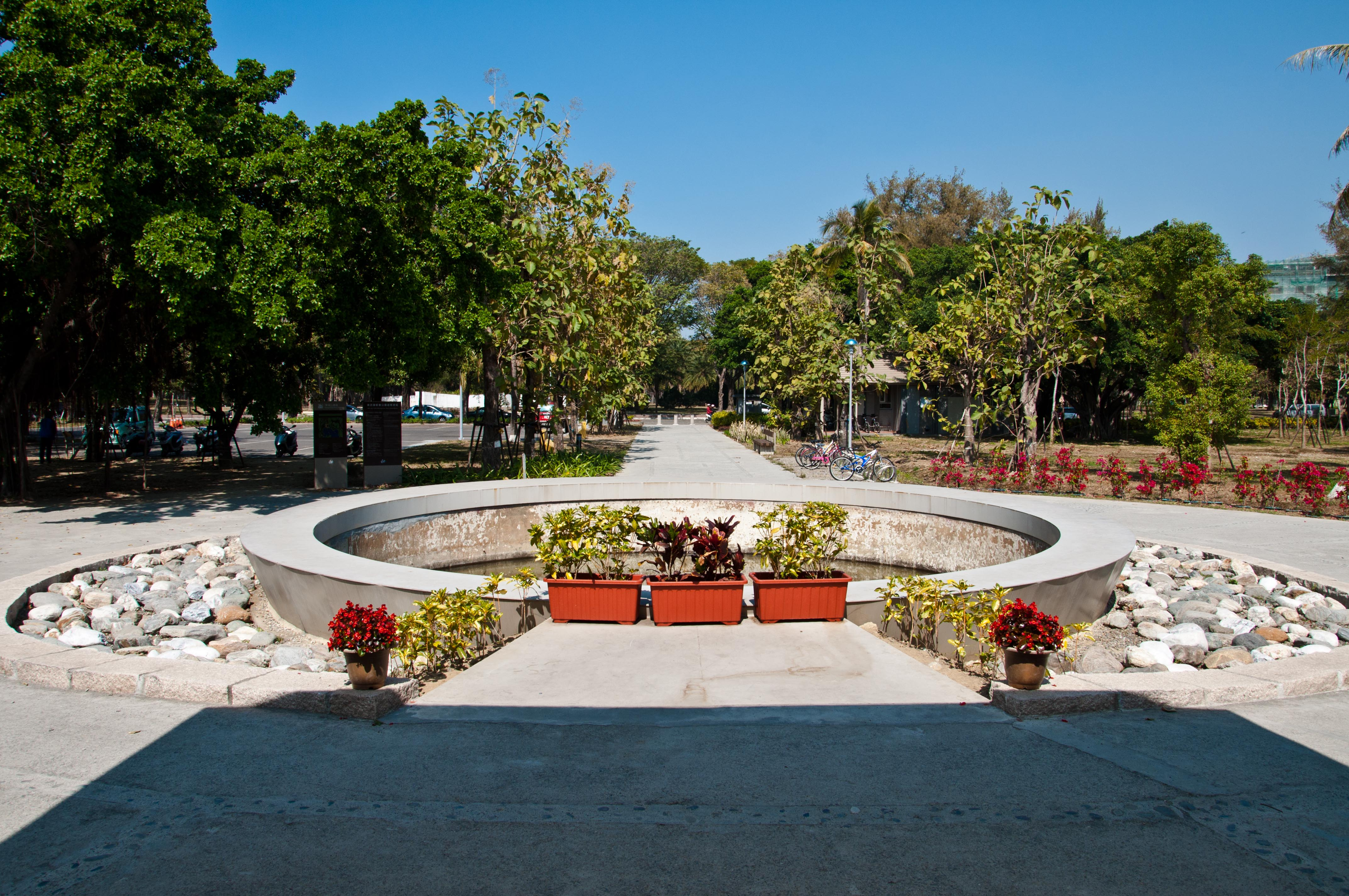
遊客中心前

位於園內北湖北側至三多一路、自由路一帶，其名由來為當初衛武營公園促進會各方奔走爭取時，稱此公園為「綠色的夢」；為園區北側入口進入後區域，種滿老榕樹以及由各步道相交而成的入口草坪，另外園區遊客中心亦設於此。而北湖為人工湖，為全區最大湖泊，主要作為滯洪池與景觀用，上有人工生態島，以及水舞台、浮田等。

### 自然探索林區

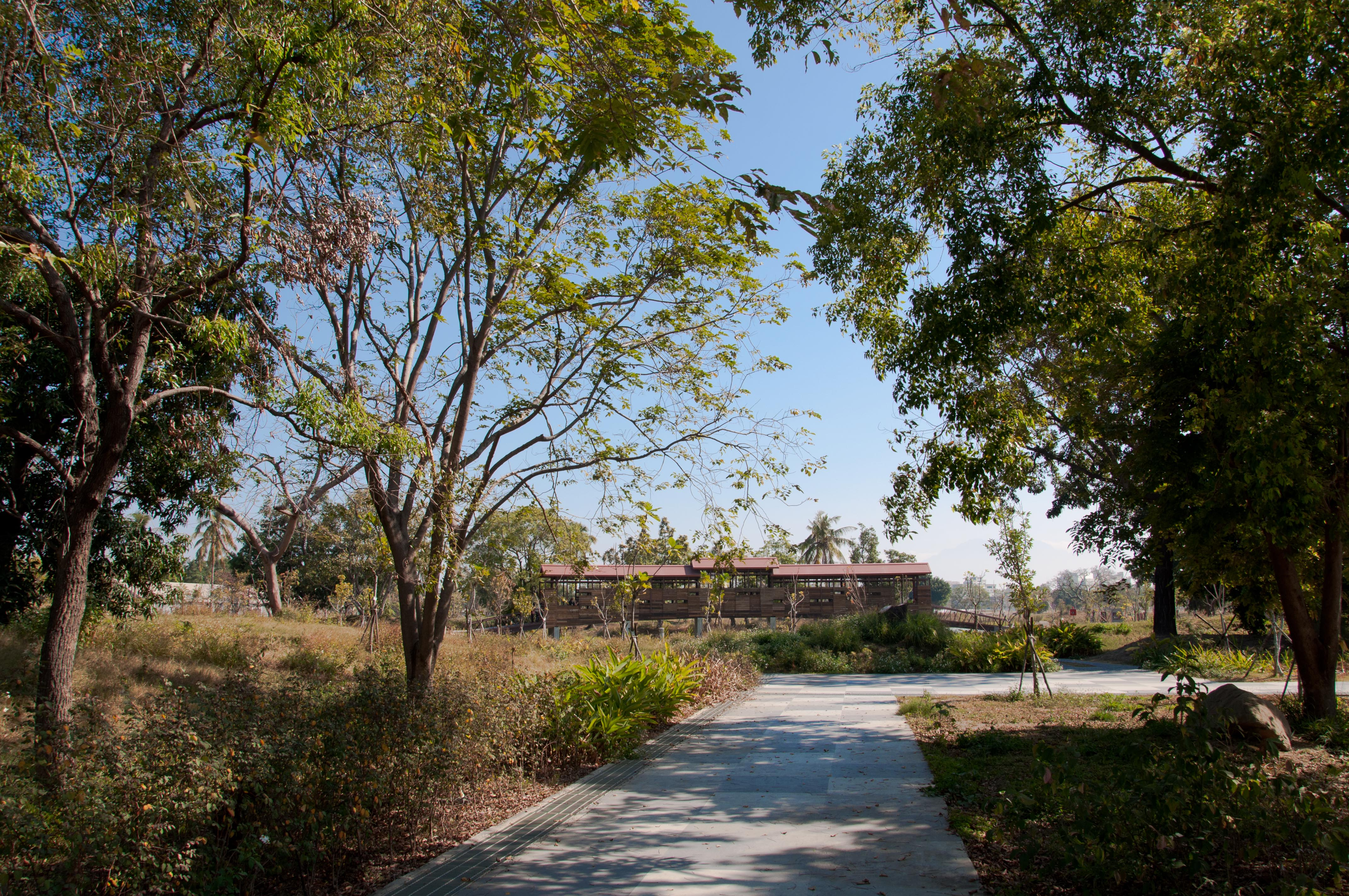
自然探索區及人行橋

位於園區西側，為生態保育區，夜間不開放，北側即為北湖，設有一人行橋跨越北湖，人行橋設計為兩側用牆遮掩，上有觀察窗可供賞鳥；區內另有兩層的生態觀察室可供觀景，還有由昔日軍營改建的林間教室。本區主要是要還原漢人移墾前原始的沼澤、熱帶植物林相。

### 營區基地

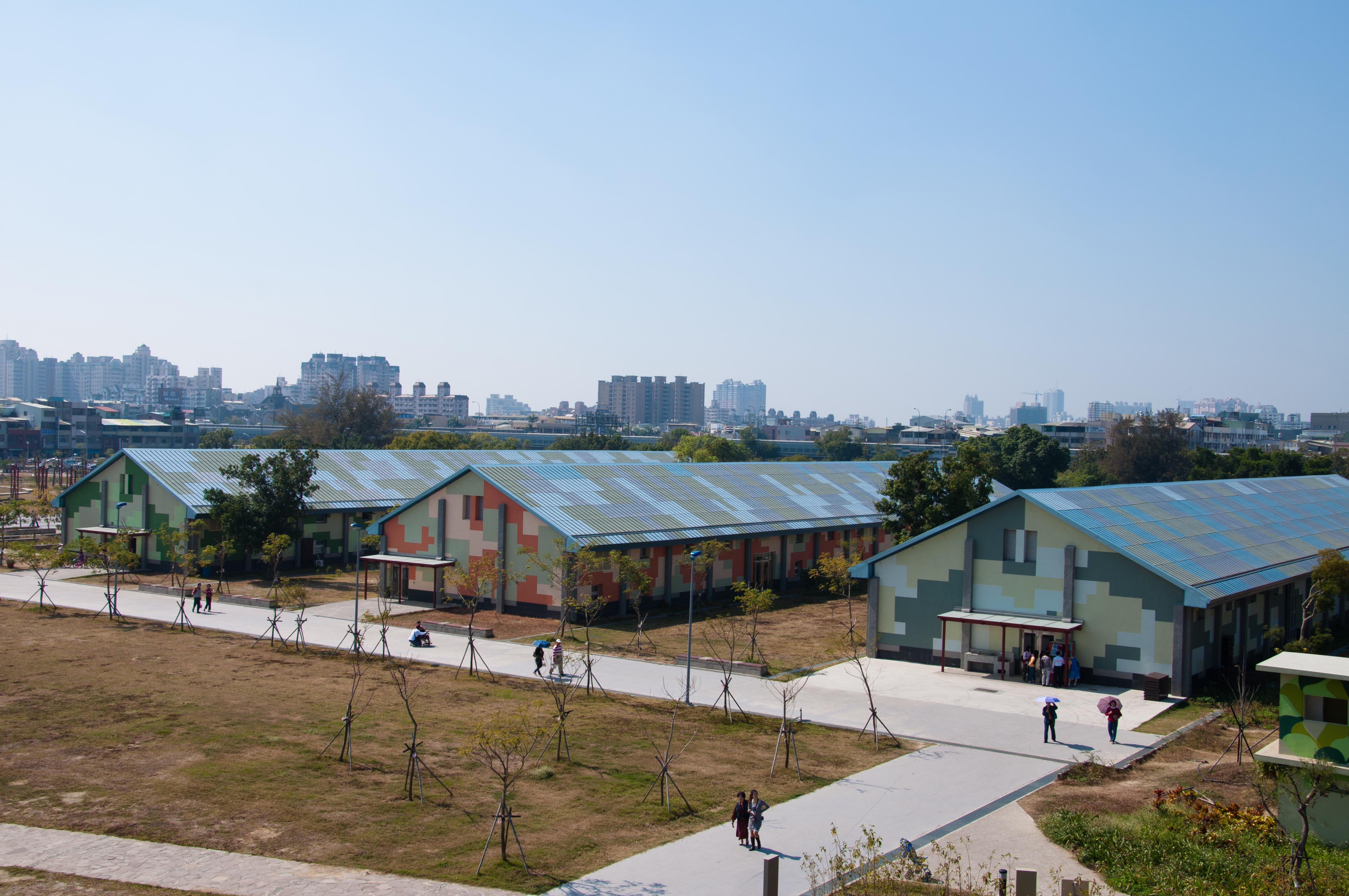
園區內殘存的營區（三連棟）

位於園區中南側，包含南湖、夏日大道、兒童遊樂區，以及原本衛武營區留下的三連棟建築，以及昔日新訓用的集合場，另有水塔改建的眺望哨，位於北湖南側，為全區最高點，可眺望整個園區。

### 城市花園區
位於園區東側，有種植大量各式各樣花草的香草花園區，和從東區入口至中央草坪的榕樹林蔭大道，另有許多人造河等造景，以及林蔭大道旁的花園商店市集。本區北側有東側另一入口，可通往公園東北側的衛武營藝術文化中心。

### 迷彩花園區
位於園區東南側，東側及南側皆有園區入口，本區含種滿榕樹的榕樹舞壇，其旁有公共藝術作品號角響起，榕樹舞壇南側為熱帶迷彩花園，以熱帶森林搭配迷彩顏色做步道造景，另有保留的舊哨亭等。

### 漫遊道
位於園區最西側，其西即為中山高速公路，由最北的北側入口一路延伸至最南端的園區南側入口及南區停車場。整區由一條大葉桃花心木林道做主軸，為原營區道路改造，另在南側設有溫室，北側則有保留的昔日地下指揮室。

### 衛武營藝術文化中心
位於園區東北側，是一座綜合性文化展演設施，以「南部兩廳院」為定位，不僅是南臺灣第一座國家級表演藝術場館，也是中華民國政府自國立中正文化中心完工以來最大的藝文投資建設項目。由荷蘭建築師法蘭馨·侯班設計。2018年10月開幕並啓用。

## 交通資訊

### 捷運
- 橘線衛武營站

### 公車
- 高雄市公車建軍站

| 路線編號           | 營運業者   | 行先                                               | 備註 |
| ------------------ | ---------- | -------------------------------------------------- | --- |
| 五福幹線（50）     | 港都客運   | 建軍站（捷運衛武營站）－鼓山輪渡站                 | |
| 52A                | 港都客運   | 建軍站（捷運衛武營站）－高雄車站（站東路）         | |
| 53                 | 港都客運   | 建軍站（捷運衛武營站）－高雄車站（中山路）         | |
| 三多幹線（70）     | 港都客運   | 前鎮站－長庚紀念醫院                               | A線部分班次延駛澄清湖 B線延駛鎮州路 D線延駛仁美                                                                |
| 73                 | 港都客運   | 建軍站（捷運衛武營站）－左營區公所                 | |
| 87                 | 高雄客運   | 鳳山轉運站（捷運大東站）－建軍站（捷運衛武營站）   | |
| 建國幹線（88）     | 港都客運   | 鳳山轉運站（捷運大東站）－捷運鹽埕埔站（大仁路）   | |
| 建國幹線（88）延駛 | 港都客運   | 黃埔公園－捷運鹽埕埔站（大仁路）                   | |
| 248                | 南台灣客運 | 建軍站（捷運衛武營站）－鼓山輪渡站                 | |
| 紅21               | 港都客運   | 建軍站（捷運衛武營站）－捷運三多商圈站（中山二路） | |
| 橘7A               | 東南客運   | 自由路（被服廠）－舊鐵橋溼地                       | 部分班次延駛中興北路一                                                                                         |
| 橘7B               | 東南客運   | 自由路（被服廠）－佛陀紀念館                       | 部分班次縮駛中興北路一，例假日停駛                                                                             |
| 橘8                | 港都客運   | 建軍站（捷運衛武營站）－過埤派出所                 | |
| 橘10               | 中華大車隊 | 建軍站（捷運衛武營站）－鳳山轉運站（捷運大東站）   | 含A、B線，例假日停駛                                                                                           |
| 橘11A              | 高雄客運   | 林園站－建軍站（捷運衛武營站）                     | |
| 橘11B              | 高雄客運   | 林園站－建軍站（捷運衛武營站）                     | |
| 黃2                | 港都客運   | 前鎮高中－忠誠路口                                 | 2018年4月1日開通。 B線為跳蛙路線，不經五甲市場、五甲國小 C線為跳蛙路線，不經五甲市場、五甲國小，並延駛至小港站 |
| 8001               | 高雄客運   | 歷史博物館（大公路）－林園站                       | |

### 公共自行車
- 高雄市公共自行車租賃系統：
  - 捷運衛武營站（3號出口）：中正一路2號(對面)
  - 捷運衛武營站（4號出口）：中正一路/建軍路口(西北側人行道)
  - 捷運衛武營站（5號出口）：建軍路4號旁
  - 三多公有停車場：三多一路/高雄交流道(東南側)
  - 衛武營公園：輜汽路/新康街口西南側
  - 鳳山運動公園：輜汽路/大明路口西南側
  - 新強輜汽路口：新強路/輜汽路(東南側)

## 爭議
由於興建前之營區自清代、日本時代使用至今，不少建物為歷史建築甚至古蹟，興建公園時雖強調完整保留，但實際上保留數目稀少，尤其位於衛武營藝術文化中心之十字樓曾被高雄縣古蹟審查委員指定為古蹟，但高雄縣府以其破舊不堪、形同危樓為由而要拆除，因此引發爭議，最後十字樓拆解後，送至樹德科大重組。

## 相關
- 衛武營藝術文化中心
- 衛武營站

## 外部連結
- 衛武營都會公園 - 高雄旅遊網 （页面存档备份，存于）
- 衛武營都會公園 - 內政部國家公園署 （页面存档备份，存于）